# 山形県幼稚園の廃園一覧
山形県幼稚園の廃園一覧（やまがたけんようちえんのはいえんいちらん）は、山形県内の廃園になった幼稚園の一覧。対象となるのは、学制改革（1947年）以降に廃園となった幼稚園、および分園である。園名は廃園当時のもの。廃園時に幼稚園が所在していた自治体がその後合併により消滅している場合は、現行の自治体に含める。また現在休園中の県内の幼稚園（分園）も、その多くは実質上、廃園と同じ状態にあるため参考として記載する。
（）内は、廃園になった年（休園の場合は、その措置が取られた年）である。

## 山形市
- 山形香澄幼稚園（1998年）[1]
- 南光幼稚園〈初代〉（2014年幼保連携型認定こども園南光幼稚園〈2代目〉[2]となり、2021年幼保連携型認定こども園南光幼稚園〈3代目〉へ移行[3]）
- 千歳幼稚園（2016年千歳認定こども園へ移行）[4]
- 山形聖マリア幼稚園（2017年山形聖マリアこども園へ移行）[5]
- 金井第二幼稚園（2011年幼保連携型認定こども園金井第二幼稚園・かない保育園へ移行、2017年認定こども園金井こども園へ改称〉[6]
- さくらんぼ幼稚園〈旧〉（2018年幼稚園型認定こども園さくらんぼ幼稚園〈新〉へ移行）[7]
- 蔵王めぐみ幼稚園（2022年ざおう保育園と統合し蔵王めぐみこども園へ）[8]
- 東原幼稚園〈旧〉（2023年認定こども園東原幼稚園〈新〉へ移行）[9]
- 松波大谷幼稚園〈旧〉（2023年認定こども園松波大谷幼稚園〈新〉へ移行）[9]

## 米沢市
- さくら幼稚園
- 興道第二幼稚園（1948年興道北部保育園へ移行）[10]
- 東部幼稚園（2005年休園[11]、2021年廃園[12]）
- 広井郷幼稚園（2009年）[13]
- 認定こども園米沢幼稚園（2021年認定こども園米沢こども園へ移行）[11]
- まいづる幼稚園（2023年）[14]

## 鶴岡市
- 明徳幼稚園[15]（休園開始時期不詳）
- 鶴岡市立広瀬幼稚園（廃園時期不詳）
- 鶴岡市立こだま幼稚園（2010年休園、廃園時期不詳）
- 鶴岡市立大山幼稚園（2010年）[16]
- 鶴岡市立大東幼稚園（2010年休園、2012年廃園[17]）
- 若葉幼稚園〈初代〉（2014年幼稚園型認定こども園若葉幼稚園〈2代目〉となり、2021年幼保連携型認定こども園若葉幼稚園〈3代目〉へ移行）[18]
- 城南幼稚園〈旧〉（2015年幼保連携型認定こども園城南幼稚園・城南保育園へ移行）[19]
- 大宝寺幼稚園〈旧〉（2020年幼保連携型認定こども園大宝寺幼稚園〈新〉へ移行）[20]
- マリア幼稚園〈旧〉（2021年[3]幼保連携型認定こども園マリア幼稚園〈新〉[21]へ移行）

## 酒田市
- 花園幼稚園（2009年）
- 酒田双葉幼稚園（2015年幼保連携型認定こども園酒田ふたば園へ移行）[22]
- 浄徳幼稚園〈旧〉（2017年幼保連携型認定こども園浄徳幼稚園〈新〉へ移行）[23]
- 若草幼稚園〈旧〉（2017年認定こども園若草幼稚園・若草ベビールームへ移行）[24]
- 天真幼稚園〈旧〉（2019年幼稚園型認定こども園天真幼稚園〈新〉へ移行）[25]

## 新庄市
- 聖愛幼稚園（休園、廃園時期不詳）
- 新庄聖マルコ幼稚園（2021年）[26]
- 向陽幼稚園〈旧〉（2022年幼稚園型認定こども園向陽幼稚園〈新〉へ移行）[27]

## 村山市
- 輝幼稚園（2015年輝認定こども園へ移行）[28]

## 天童市
- 天童東第二幼稚園（2021年幼保連携型認定こども園天童しぜん幼稚園へ移行）[29]
- 天童東幼稚園〈旧〉（2021年幼稚園型認定こども園天童東幼稚園〈新〉へ移行）[29]

## 尾花沢市
- 尾花沢幼稚園〈旧〉（2020年幼保連携型認定こども園尾花沢幼稚園〈新〉へ移行）[30]

## 南陽市
- 宮内教会附属幼稚園（2014年宮内認定こども園へ移行）[31]
- つばめ幼稚園〈旧〉（2022年幼保連携型認定こども園つばめ幼稚園〈新〉へ移行）[32]

## 東村山郡
- ゆりかご幼稚園〈旧〉（2020年幼保連携型認定こども園ゆりかご幼稚園〈新〉へ移行）[33]

## 最上郡
- パリス幼稚園（2007年休園）

## 西置賜郡
- 飯豊町立手ノ子幼稚園（2023年）[34]

## 東田川郡
- 庄内町立狩川幼稚園（2022年）[35]

## 飽海郡
- 遊佐幼稚園（2014年）
- 杉の子幼稚園〈旧〉（2015年認定こども園杉の子幼稚園〈新〉へ移行）[36]